# Anilios margaretae
Anilios margaretae är en ormart som beskrevs av Storr 1981. Anilios margaretae ingår i släktet Anilios och familjen maskormar. Inga underarter finns listade i Catalogue of Life.
Denna orm förekommer i Stora Victoriaöknen i gränsområdet mellan delstaterna South Australia och Western Australia i Australien. Den glest fördelade växtligheten utgörs av buskar och gräs från släktet Spinifex. Anilios margaretae gräver i marken. Honor lägger ägg.
För beståndet är inga hot kända. IUCN listar arten som livskraftig (LC).